# Богданова Галина Михайлівна
Галина Михайлівна Богданова (нар. 19 лютого 1925) — шліфувальниця Уфимського моторобудівного заводу, Герой Соціалістичної Праці (1975).

## Біографія
Галина Михайлівна Богданова народилася 19 лютого 1925 р. в с. Лемосар Мгинського району Ленінградської області. Освіта — неповна середня.
Під час Другої світової війни батько Михайло Петрович Романов став захисником Ленінграда, а маму Анну Сергіївну з Галею та її двома братиками евакуювали з Ленінграда до Уфи. Мати працювала в Уфі на моторобудівному заводі. Галина Михайлівна з 16 липня 1941 року працювала там же робочою-шліфувальницею.
На виробництві Г.М. Богданова зарекомендувала себе працьовитою, кваліфікованим фахівцем.
Вона постійно виконувала норми виробітку на 120-125 відсотків, продукцію виготовляла відмінної якості, здавала її з першого пред'явлення. Працювала під девізом «Дати продукції більше, кращої якості, з меншими затратами».
Г. М. Богданова включилася у соціалістичне змагання за дострокове виконання плану дев'ятої п'ятирічки (1971-1975), взяла підвищені зобов'язання за досягнення найвищої продуктивності праці. Всі пункти зобов'язання виконала, завдання п'ятирічки виконала достроково — за 4 роки.
З січня 1975 р. працювала в рахунок десятої п'ятирічки. Згодом переглянула взяті раніше зобов'язання і звернулася з проханням підвищити норми виробітку на 20 відсотків. Успішно працювала за новими нормами, продукцію виготовляла високої якості.
У 1974-1975 роках подала 4 раціоналізаторські пропозиції, від їх впровадження у виробництво отримано 4 тисячі рублів річної економії.
За високі показники у праці, дострокове виконання плану дев'ятої п'ятирічки, великі досягнення у створенні та освоєнні виробництва автомобільних двигунів Указом Президії Верховної Ради СРСР від 19 грудня 1975 Г.М. Богдановій присвоєно звання Героя Соціалістичної Праці.
У 1980 році Галина Михайлівна вийшла на пенсію.
Депутат Верховної Ради Башкирської АРСР сьомого скликання (1967-1971).
Проживає в Уфі.

## Нагороди
- Герой Соціалістичної Праці (1975);
- Орден Леніна (1975);
- Орден Жовтневої Революції (1971);
- Медаль «За трудову доблесть».